# 爱德华·H·阿姆斯特朗
爱德华·H·阿姆斯特朗（1880年7月23日—1938年1月2日）是一位美国政治人物，1920年代到1930年代曾五次担任戴通納海灘市长。